# 6 Lyncis
6 Lyncis (6 Lyn / HD 45410 / HR 2331) es una estrella situada en la constelación del Lince. Su magnitud aparente es +5,86 y se encuentra a 186 años luz del sistema solar. En 2008 se anunció el descubrimiento de un planeta extrasolar orbitando alrededor de esta estrella.
6 Lyncis es una subgigante amarillo-naranja de tipo espectral K0IV cuya temperatura superficial es de 4978 K. Con una masa un 70% mayor que la masa solar, es una estrella más evolucionada que el Sol que ha empezado a expandirse y a enfriarse, siendo su radio 5,2 veces más grande que el radio solar. Es 15 veces más luminosa que el Sol y tiene una metalicidad, dato estrechamente relacionado con la presencia de sistemas planetarios, equivalente al 74% de la solar. Su velocidad proyectada de rotación es de 1,32 km/s.
Se considera que antes de transformarse en subgigante, 6 Lyncis era una estrella de la secuencia principal de tipo A o F.

## Sistema planetario
En 2008 se descubrió un planeta extrasolar, denominado 6 Lyncis b, orbitando en torno a 6 Lyncis. El planeta, con una masa mínima 2,4 veces mayor que la masa de Júpiter, orbita a una distancia media de 2,2 UA respecto a la estrella. Tarda 899 días (2,46 años) en dar una vuelta completa alrededor de 6 Lyncis.
| Acompañante (En orden desde la estrella) | Masa (MJ) | Período orbital (días) | Semieje mayor (UA) | Excentricidad   |
| ---------------------------------------- | --------- | ---------------------- | ------------------ | --------------- |
| b                                        | > 2,4     | 899 (± 19)             | 2,2                | 0,134 (± 0,052) |